# Núcleo solar

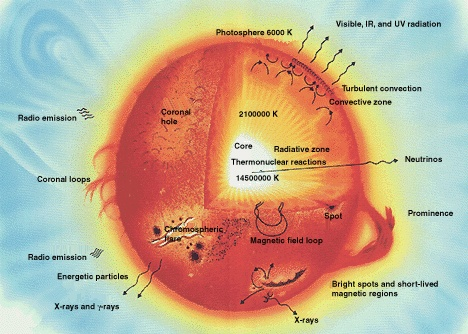
Diagrama mostrando uma estrela semelhante ao Sol, com o núceo (Core) na parte central. NASA.

O núcleo solar é a região central, mais massiva e mais quente do Sol, de acordo com modelos de estrutura estelar. Ele tem cerca de 139 mil km do raio do Sol, ou aproximadamente 1/5, e é nesta região que se verificam as reações termonucleares que proporcionam toda a energia que o Sol produz.

## Estrutura
O núcleo é constituído de 81% de Hidrogênio, 18% de Hélio e o 1% restante em outros elementos, E em seu centro calcula-se que exista cerca de 49% de Hidrogênio, 49% de Hélio e os 2% restantes em outros elementos que servem como catalisadores nas reações termonucleares. No início dos anos 30 do século XX, o físico austríaco Fritz Houtermans (1903-1966) e o astrônomo inglês Robert d'Escourt Atkinson (1898-1982) estudaram a produção de energia no interior do Sol das estrelas e tentaram explicar se era pelas reações termonucleares. Em 1938 Hans Albrecht Bethe (1906-2005) nos Estados Unidos e Karl Friedrich von Weizsäker (1912-), na Alemanha, simultânea e independentemente, descobriram um grupo de reações provindas do carbono e do nitrogênio como catalisadores constituem um ciclo que se repete. A este grupo de reações se foi chamado "ciclo de Bethe ou do carbono", é equivalente à fusão de quatro prótons num núcleo de Hélio. Nestas reações de fusão há uma perda de massa, o Hidrogênio consumido pesa mais que o Hélio. Essa diferença de massa se transforma em energia segundo a equação de Albert Einstein (E=mc²), de onde E é a energia, m a massa e c a velocidade da luz. Estas reações nucleares transformam o 0,7% da massa afetada em fótons de comprimento de onda curtíssima, portanto, muito energéticos e penetrantes. A energia produzida mantém o equilíbrio térmico do núcleo solar a temperaturas de aproximadamente de 15 milhões de kelvins.
O calor produzido na região do núcleo é transferido por condução (convecção) e irradiação. Quando uma região das estrela tem opacidade suficiente para permitir a passagem de radiação, a irradiação é dominante. Em estrelas como o Sol, o calor gerado no núcleo não gera um grande gradiente de temperatura - portanto, a irradiação domina no núcleo. Na porção exterior, porém, há hidrogênio neutro opaco a fótons ultravioleta, pois as temperaturas são mais baixas - portanto a convecção é dominante.